# Camponotus pachylepis
Camponotus pachylepis är en myrart som beskrevs av Carlo Emery 1920. Camponotus pachylepis ingår i släktet hästmyror, och familjen myror. Inga underarter finns listade.